# Scotopteryx lantoscana
Scotopteryx lantoscana là một loài bướm đêm trong họ Geometridae.